# Lygropia straminea
Lygropia straminea là một loài bướm đêm trong họ Crambidae.